# Château de Peyrelade
Pour les articles homonymes, voir Peyrelade.
Le château de Peyrelade (en occitan castèl de Pèiralada) est un ancien château fort, des XIe et XIIe siècles, de nos jours ruiné, dont les vestiges se dressent sur la commune de Rivière-sur-Tarn dans le département de l'Aveyron, en région Occitanie. La particularité du site réside dans sa construction sur un éperon rocheux dominant la vallée du Tarn.

## Localisation
Les vestiges du château sont situés à 1,5 km au nord-est de Rivière-sur-Tarn, dans le département français de l'Aveyron. Le château bâti sur un éperon rocheux, en position dominante à l'entrée des Gorges du Tarn, était l'un des châteaux les plus importants de l'ancienne province du Rouergue.

## Historique
De la guerre de Cent Ans, aux guerres de Religion, en passant par les assauts des routiers, Peyrelade était très convoité des seigneurs qui se la partageaient en co-seigneurie (jusqu’à quatre simultanément), les uns étant parfois également suzerains des autres sur leur partie.
La fin de son histoire semble dater de 1663, date à laquelle Richelieu aurait ordonné son démantèlement. 
Des travaux de fouilles et de restauration y sont engagés depuis 1977, sous l'initiative de Pierre Bloy, maire de Rivière-sur-Tarn de 1977 à 2008.
Ouvert à la visite depuis 1996, le château propriété de la commune de Rivière-sur-Tarn accueille les visiteurs chaque année de mai à septembre. Sur place : visite libre ou guidée, scénographie, animations en été.

## Description
Les ruines donnent une bonne idée de l'organisation du château. Le mur d'enceinte fait plus de 250 m, pour 10 m de haut et jusqu'à 2,1 m d'épaisseur. Le château est dominé par un piton rocheux sur lequel s'appuie un donjon en bon état.
Au Moyen Âge, une triple enceinte de murs l'entourait. On accédait à la première par deux portes ; la seconde protégeait un corps de logis et une place d'armes ; la troisième entourait le donjon haut de 50 mètres, auquel on accédait par un pont-levis et qui donnait sur une terrasse. Ce donjon renfermait notamment un four, une citerne et un beffroi dont la cloche sonnait en cas de danger.
Le château de Peyrelade fait partie d'un groupe de vingt-trois châteaux en Aveyron qui se sont associés pour constituer le chemin touristique de la Route des Seigneurs du Rouergue. Il est ouvert aux visites de mi-juin à mi-septembre.
Le château est inscrit à l'inventaire des monuments historiques depuis le 6 mars 1998.

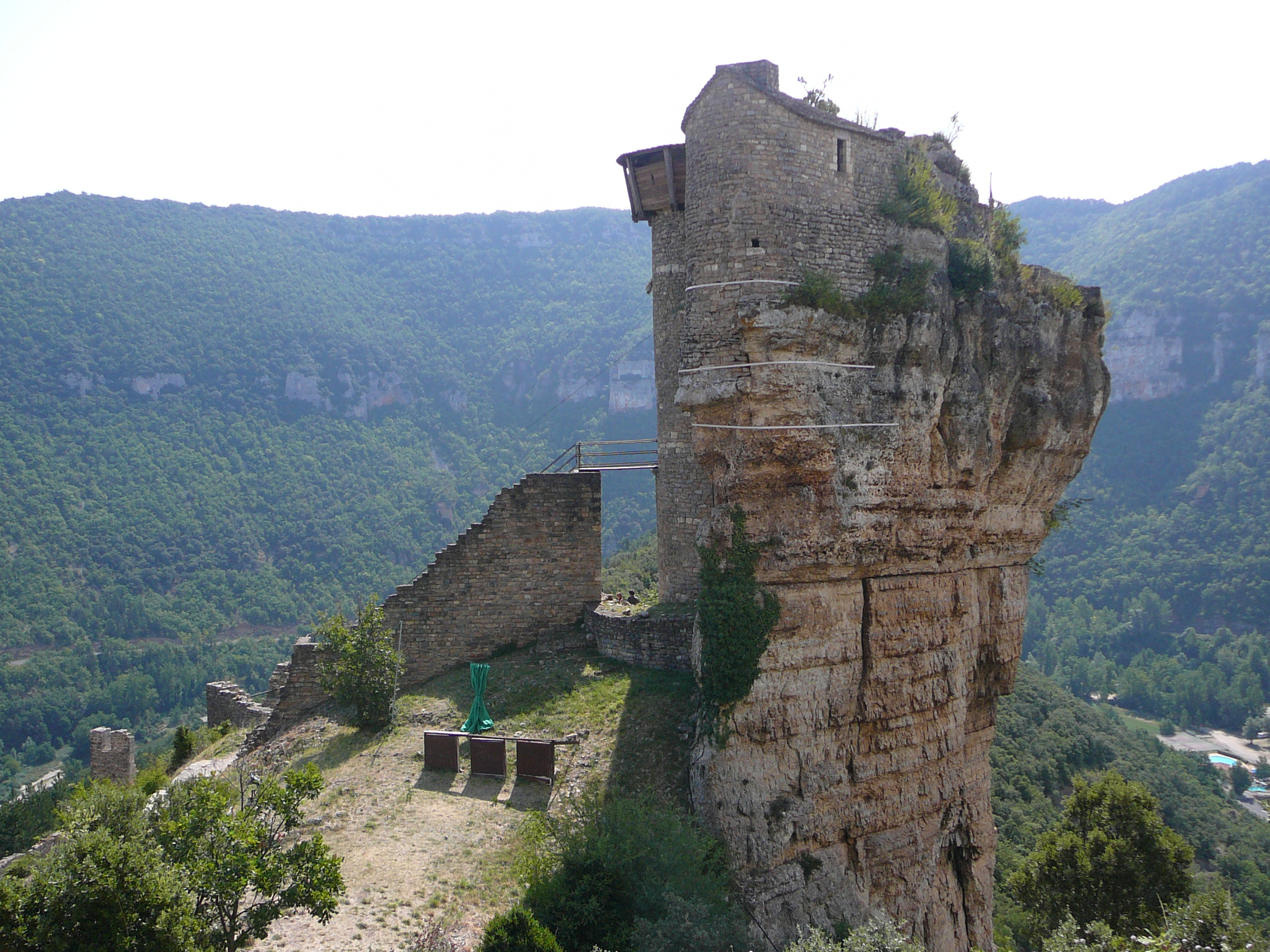
Tour et piton rocheux sur lequel s'appuie le château.
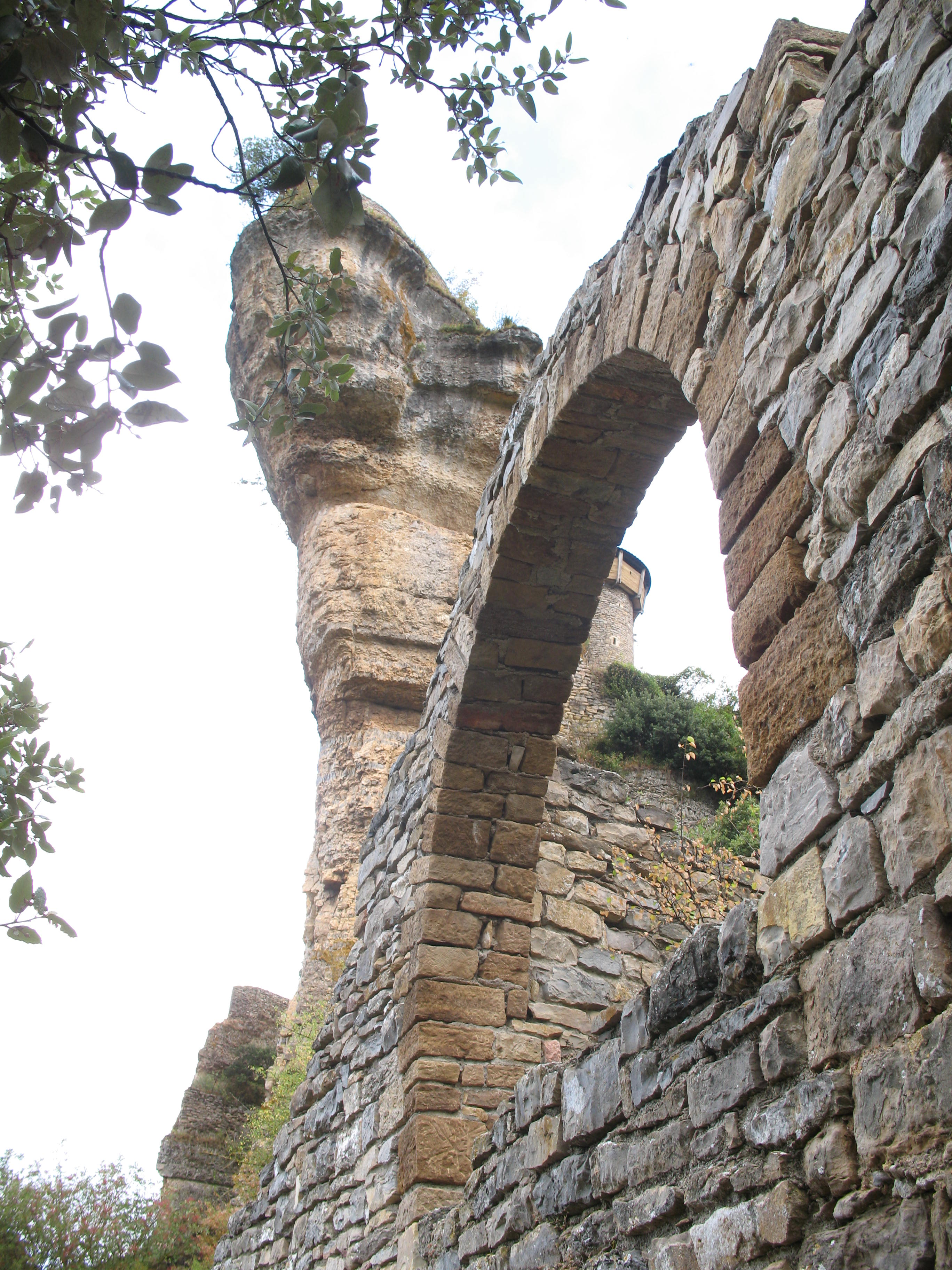
Au pied du rocher.
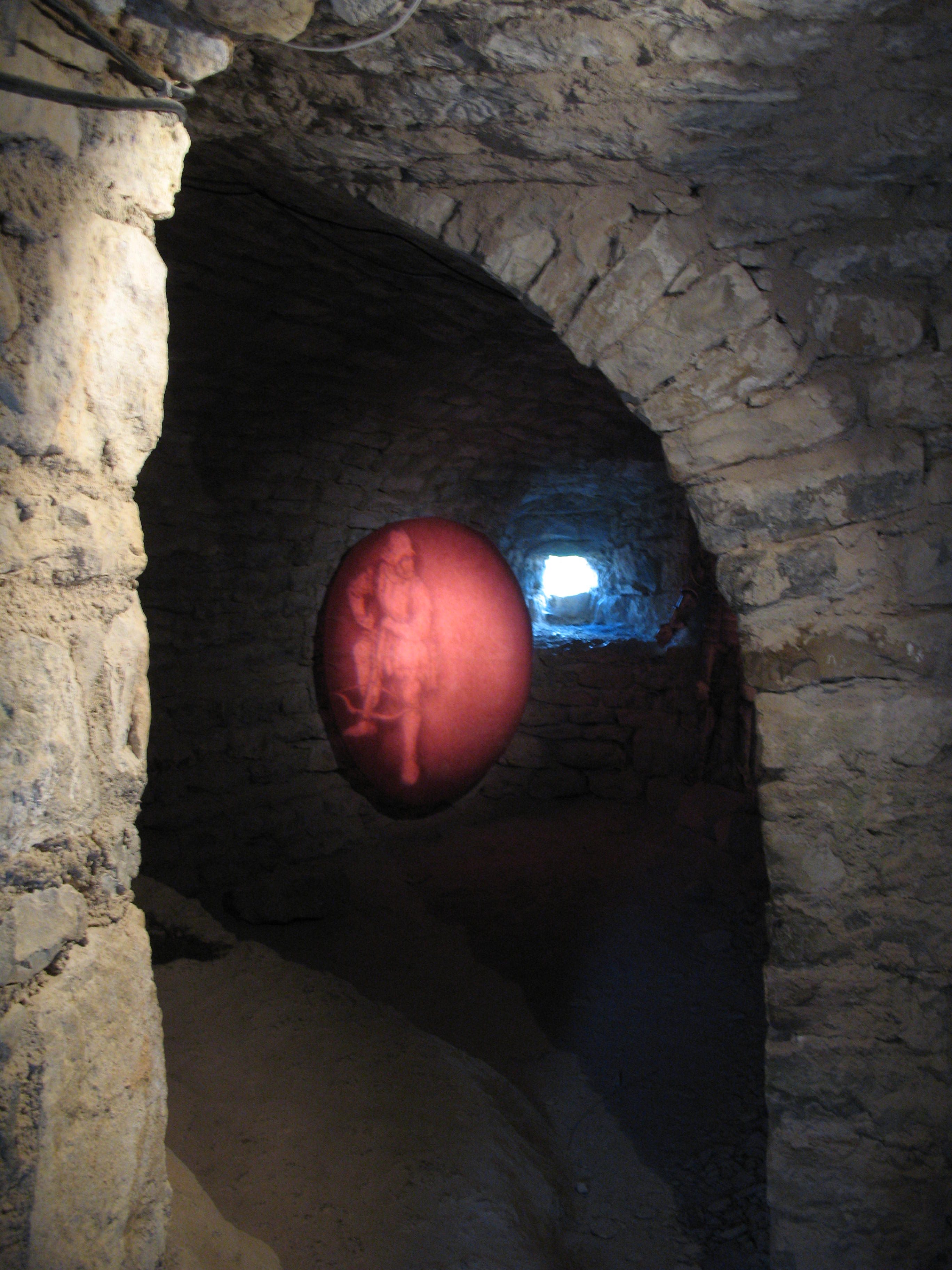
Scénographie.
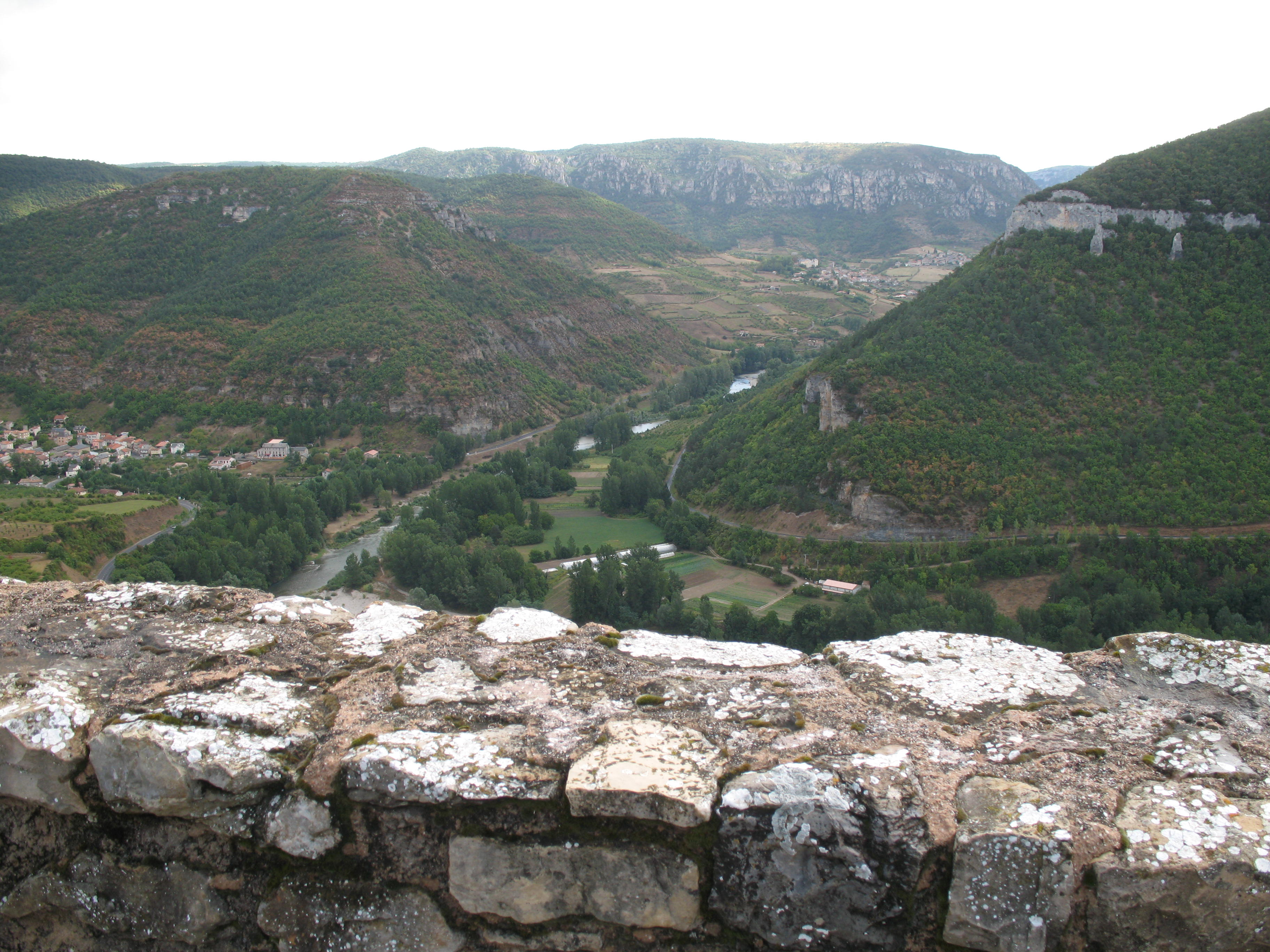
Vue sur le Tarn depuis la terrasse.

## Les familles féodales
On présente ici leur succession dans l’ordre d’apparition du premier représentant connu de chaque famille. Lorsqu'un personnage est cité en dehors de la rubrique de sa famille d'origine (alliance, héritage, rachat, acquisition…), un renvoi permet de le retrouver.
Famille de Roquefeuil (fin du Xe siècle–1174)
- À la fin du Xe siècle, Henri épouse Yolande de Creyssel.
- Bernard, fils et héritier des précédents, épouse Saixa de Lodève ; il a au moins un fils, Séguin.
- Raymond, qui épouse Stéphanie de Vissec, fait un don en 1080 à l’abbaye de Saint-Guilhem-le-Désert.
- Bernard, second fils des précédents, continue la lignée des vicomtes de Creyssel, seigneurs de Peyrelade puis coseigneurs du fait de la donation faite à Gui de Sévérac.
- Ermengarde, fille et héritière du précédent, épouse  Hugues Ier, comte de Rodez.

Famille Henry ou Ahenricy  (début du XIIe siècle–1422)
- En 1132, il est fait mention d’Henri ou Ahenricy de Peyrelade lors d’un traité conclu entre Bérenger Raymond, vicomte de Gévaudan et comte de Provence et Guilhem VI, seigneur de Montpellier.
- Jean, vivant en 1257, est réquisitionné pour suivre le seigneur de Séverac à l’armée.
- Raymond fait hommage en 1268 à Gui de Sévérac pour la moitié de Peyrelade. Il épouse Hélix.
- Bernard, fils des précédents, damoiseau puis chevalier, rachète à ses frères Raymond et Guillaume toutes leurs possessions sur Peyrelade.
- Raymond, fils du précédent, est damoiseau puis chevalier.
- Pierre, fils du précédent, est damoiseau puis chevalier. En 1331, il vend la quatrième partie de son fief à Jeanne de Narbonne.
- Pierre II, fils du précédent, rend hommage en 1363 à Gui IX de Sévérac ; il vend une partie de sa terre en 1389 à Pierre de Guitard.
- Jean, fils du précédent, damoiseau, rend hommage en 1409 à Gui X de Sévérac.
- Catherine Tiburge, sœur et héritière du précédent, vend ses possessions à Peyrelade à Jean de Ricard.

Famille de Sévérac (1174–fin du XIVe siècle)
- En 1174, Gui III obtient le fief par donation de Bernard de Roquefeuil précédemment cité ; il épouse Sybille de Gévaudan.
- Gui IV, fils des précédents, épouse Béatrix de Canillac.
- En 1199, Irdoine (° v. 1185), fille des précédents, épouse Guillaume de Rodez, dont elle n'a pas d'enfant ; en 1209, elle épouse en secondes noces  Déodat de Combret (1185–1251), qui relève le nom.
- En 1232, Gui V (1210–1273), fils des précédents, épouse Richarde de Panat.
- Gui VI (° v. 1235), fils des précédents, épouse vers 1273 Gaillarde de Bruniquel.
- Gui VII (1274-1318), fils des précédents, épouse en 1293 Béatrix de Béziers, dont il a deux filles.
- Déodat (° v. 1276), frère du précédent, épouse Jeanne de Narbonne.
- Gui VIII (° v. 1320–1339), fils des précédents, épouse Delphine de Canillac.
- Gui IX (° 1339), fils des précédents, épouse Jeanne, dauphine d'Auvergne.
- Gui X (° v. 1370), fils des précédents, épouse en 1389 Hélips de Landorre, dont il n'a pas d'enfant.

Comtes de Rodez  (1240–1663)
- Par une sentence arbitrale de 1240, Hugues IV, comte de Rodez, obtient la jouissance du château en alternance avec les Sévérac, par période de trois mois, du fait de sa possession de la vicomté de Creyssel.
- Pour la suite, voir :  jusqu’en 1589, date à laquelle la coseigneurie entre dans le domaine des rois de France.
- Pour la suite, voir :  jusqu’en 1589, date à laquelle la coseigneurie entre dans le domaine des rois de France.

Famille Guitard (milieu du XIIIe siècle–1291 ; XIVe siècle–après 1524)
- Étienne, vivant au XIIIe siècle, a une fille unique.
- Saysette, fille et héritière du précédent, épouse vers 1291 Pierre Ricard, auquel elle apporte ses biens.
- Étienne II vit en 1319.
- Pierre prend le parti des Anglais puis, en 1381, il rend hommage à Jean d'Armagnac, comte de Rodez et vicomte de Creyssel pour son fief de Peyrelade, acquis de Pierre Henry.
- Pierre II, fils du précédent, damoiseau, rend hommage en 1429 au comte de Rodez ; il épouse Aline de Prévinquières.
- Jean († av. 1491), fils du précédent, rend hommage en 1462 au comte de Rodez ; il épouse Marie de Saint-Maurice.
- Hélix, fille et héritière des précédents, épouse Azémar du Claux.

Famille Ricard (1422–1603)
- En 1422, Jean, damoiseau puis chevalier, acquiert une partie du fief de Catherine Tiburge de Henry ; il avait épousé en 1420 Catherine, fille de Pierre II de Guitard.
- En 1483, Hugues, fils des précédents, est maintenu en quatrième partie du château.
- Antoine († av. 1529), fils du précédent, épouse en 1523 Gabrielle de Mostuéjouls.
- Raymond, fils des précédents, fournit son dénombrement en 1541.
- En 1603, le précédent étant mort sans postérité, Diane et Marguerite de Garceval, ses nièces et héritières, vendent la seigneurie à Charles de Brunel et Pierre de Pélamourgue.

Famille de Jouery du Claux (après 1524–1570)
- Azémar († av. 1524) épouse Hélix de Guitard.
- Gaspard, fils des précédents, épouse en 1506 Antoinette de Mostuéjouls.
- Madeleine de Jouery du Claux, fille des précédents, épouse Jean d'Alboy de Montrozier.
- François († v. 1570), frère  de la précédente, épouse Marguerite de Morlhon mais meurt sans postérité.

Famille d'Alboy de Montrozier (1570–1663)
- François, neveu du précédent, hérite de ses biens.
- Georges, frère du précédent, lui succède en 1577. Il épouse Jeanne d’Arjac du Cayla. La place est conquise par les calvinistes. Raymond de Ricard, coseigneur de Peyrelade, les en chasse et se l’approprie tout entière. Georges ne retrouvera son bien qu’en 1596.
- Antoine, fils des précédents, a une fille unique.
- Marie-Madeleine, fille et héritière du précédent, épouse en 1637, Jean de Granger, seigneur de Montméjan († 1656) mais reste maîtresse de ses biens.

Famille Brunel (1603–1641)
- En 1603, Charles achète une part de la seigneurie à Diane et Marguerite de Garceval ; il avait épousé Claire d’Hauterive.
- Jean, second fils des précédents, hérite de la coseigneurie ; il avait épousé en 1613 Françoise, fille de Georges d’Alboy.
- Georges, fils des précédents, meurt en 1637 sans s’être marié.
- Jeanne, sœur et héritière du précédent, porte la coseigneurie dans la famille de Puel.

Famille de Pelamourgue (1603–1752)
Branche cadette
- En 1603, Pierre de Pelamourgue achète une part de la seigneurie à Diane et Marguerite de Garceval ; il avait épousé en 1594 Anne de la Roque-Sénezergue.
- Antoine de Pelamourgue (1610–1680), fils des précédents, épouse en 1638 Françoise de Sénezergues ; il est cité comme coseigneur en 1667.

Branche aînée
- Jean-François de Pelamourgue épouse en 1663 Félicie de Douzel Chantariège Gabriac.
- Jean-Félix de Pelamourgue (1668-1752), fils des précédents, épouse en 1700 Marie de Brunet de Castelpers de Panat.

Famille de Puel (à partir de 1641)
- Gaspard, troisième fils de Jacques de Puel, épouse en 1641, Jeanne, fille et héritière de Jean de Brunel.
- Jacques de Puel, fils des précédents, épouse en 1682 Madeleine de Mazeran.
- Louis de Puel, fils des précédents, épouse en 1732 Marie Anne Charlotte de Mostuéjouls.
- Alexandre de Puel († 1779), fils des précédents, épouse en 1771, Louise Marie de Micheau de Cabanne.
- François Xavier de Puel, fils des précédents, épouse en 1821 Marguerite Souveraine Alix de Lansade.
- Alexandre de Puel (1829-1902), fils des précédents, épouse en 1869 Zélie Hérail.
- Louise de Puel (1871-1904), fille des précédents, épouse en 1897 Gustave de Gaches de Venzac.

Famille de Malbosc (1753)
- Félix de Malbosc, fils de Charles et de Marie Élisabeth de Pelamourgue, elle-même fille et héritière de Jean-Félix de Pelamourgue, vend ses possessions de Peyrelevade à Louis de Puel.